# Port lotniczy Goris
Port lotniczy Goris-Szinujar – port lotniczy zlokalizowany w mieście Goris, w Armenii.